# Inzucht beim Menschen
Als Inzucht beim Menschen wird die Fortpflanzung relativ naher Blutsverwandter miteinander bezeichnet. Inzest ist dagegen der Geschlechtsverkehr relativ naher Blutsverwandter unabhängig von der Fortpflanzung. Die Heirat unter Verwandten (unabhängig von Geschlechtsverkehr und Fortpflanzung) wird als Verwandtenheirat bezeichnet. Sie ist in vielen Ländern gesetzlich beschränkt.

## Inzucht beim Menschen und Erbkrankheiten
Erkenntnisse der Humangenetik und Vererbungslehre lassen darauf schließen, dass Inzucht beim Menschen die Wahrscheinlichkeit des Auftretens von Erbkrankheiten erhöht. Dies könnte zu der Hypothese führen, dass „genetische Gesundheit“ durch besonders „familienfremde Partnerwahl“ erzielt werden könne.
Mehr als die Hälfte der beim Menschen bekannten Erbkrankheiten werden rezessiv vererbt. Das bedeutet, sie treten durch das gleichzeitige Vorhandensein der gesunden Erbanlage vom anderen Elternteil nicht als Merkmal in Erscheinung. Viele Menschen tragen deshalb, ohne es zu wissen, Anlagen für eine Erbkrankheit in sich, sind aber trotzdem gesund (Personen sind dann Konduktoren), da sie auch die gesunde Erbinformation besitzen und diese dominant ist. Solche rezessiven Erbkrankheiten können nur dann bei gemeinsamen Nachkommen ausbrechen, wenn beide Elternteile dieselbe genetische Information für „krank“ in sich tragen und beide diese identische Erbinformation an dasselbe Kind weitergeben.

### Theoretisches Risiko des Auftretens einer rezessiven Erbkrankheit
Bei vollbürtigen gesunden Geschwistern, die beide Träger derselben rezessiven Erbkrankheit sind, wobei das Risiko, dass beide Geschwister den Gendefekt eines Elternteils aufweisen, für gewöhnlich 25 % für jeden Gendefekt ist,  findet sich die krankhafte Ausprägung des Gens (Allel) bei den Mädchen in 50 % ihrer Eizellen und bei den Jungen in 50 % der Spermien. Wenn diese Geschwister später miteinander Kinder zeugen, werden durch die verschiedenen Kombinationsmöglichkeiten insgesamt 75 % ihrer Kinder das Gen für die Krankheit erben (Mendelsche Regeln), wobei 25 % es von beiden Eltern (homozygot) erhalten und deshalb erkranken. 50 % haben ein gesundes und ein krankes Gen (heterozygot), bleiben also gesund. 25 % haben von beiden Eltern das gesunde Gen (homozygot gesund) und vererben die Krankheitsanlage somit nicht weiter.
Demgegenüber ist das Risiko, erbkranke Kinder zu zeugen, bei nicht miteinander blutsverwandten Paaren erheblich geringer, weil sehr viel seltener die Träger desselben kranken Gens zusammenkommen. Das durchschnittliche Risiko für die Vererbung einer Erbkrankheit beträgt bei nicht blutsverwandten Partnern rund 3 Prozent, da die Wahrscheinlichkeit sehr gering ist, dass beide dieselbe kranke Erbinformation in sich tragen. Gehören aber beide Partner einer Familie an, in der die Erbanlage für eine Erbkrankheit vorhanden ist, steigt die Wahrscheinlichkeit, dass ein Kind von beiden Elternteilen die Erbkrankheit übertragen bekommt.
Das Risiko für das Auftreten einer vorhandenen Erbkrankheit beträgt für Paare:
- 00000000n2–4 % bei nicht blutsverwandten Partnern (statistischer Durchschnitt)
- 01/64  =  01,56 % bei blutsverwandten Cousin–Cousine 2. Grades
- 01/16  =  06,25 % bei blutsverwandten Cousin–Cousine (1. Grades)
- 001/8  =  12,50 % bei blutsverwandten Onkel–Nichte, Tante–Neffe, Großelternteil–Enkelkind oder Halbgeschwister
- 001/4  =  25,00 % für blutsverwandte Vater–Tochter, Mutter–Sohn oder vollbürtige Bruder–Schwester

Diese Angaben entsprechen den sogenannten Inzuchtkoeffizienten, die sich aus dem halben genetischen Verwandtschaftskoeffizienten zwischen zwei Personen berechnen (Übereinstimmung der Erbanlagen). Bezüglich der Vererbung von Erbkrankheiten muss auch zwischen dominanten und rezessiven Erbinformationen unterschieden werden.
Das größte Risiko für das Auftreten von genetisch bedingten Krankheiten liegt bei den gemeinsamen Nachkommen von Blutsverwandten, die ihrerseits voneinander abstammen oder Geschwister sind (zwischen diesen besteht in Deutschland ein Eheverbot). Bei Partnern, die Cousin und Cousine 1. Grades sind, ist das Risiko viel geringer, aber noch doppelt so hoch wie bei nicht verwandten Paaren. Ab Cousin–Cousine 2. Grades (gemeinsame Vorfahren sind die Urgroßeltern) entspricht das Risiko etwa dem von unverwandten Paaren.
Unabhängig davon vererben die heterozygoten Träger einer rezessiven Erbkrankheit auch mit einem nicht verwandten homozygot gesunden Partner das Gen für die Krankheit an 50 % ihrer gemeinsamen Kinder weiter, die dann ebenfalls wieder heterozygote Träger der Erbanlage (Konduktoren) werden.

### Abschätzung des realen Risikos
Jeder Mensch trägt durchschnittlich etwa sechs rezessiv vererbte krankheitsauslösende Allele (Zustandsvarianten eines Genes). Zwischen vollbürtigen Geschwistern beziehungsweise zwischen Eltern und ihren Kindern beträgt die Wahrscheinlichkeit 50 %, Träger des gleichen krankheitsauslösenden Allels zu sein. Dadurch kann davon ausgegangen werden, dass für etwa drei Gene das Geschwisterpaar beziehungsweise ein Elternteil und sein Kind heterozygot das gleiche krankheitsauslösendes Allel tragen. Die Wahrscheinlichkeit, für ein jedes von ihnen, bei einem gemeinsam gezeugten Kind eine Erbkrankheit auszulösen, beträgt 25 %; hingegen wird zu 75 % das Kind die Erbkrankheit nicht phänotypisch verkörpern. Daher lässt sich errechnen, dass mit einer Wahrscheinlichkeit von rund 42 % ein Kind einer solchen Beziehung kein phänotypischer Träger irgendeiner Erbkrankheit, mit einer gleich großen Wahrscheinlichkeit Träger einer, mit etwa 14 % Wahrscheinlichkeit zweier und mit etwa 2 % Wahrscheinlichkeit homozygoter Träger aller drei Erbkrankheiten wird (Formel: 0,75 (Gen 1) × 0,75 (Gen 2) × 0,75 (Gen 3) = 0,421875). Allerdings können solche Werte nur als ungefähre Orientierung taugen und geben die wahrscheinlichsten Wahrscheinlichkeiten an, da mit einer gewissen Wahrscheinlichkeit einzelne Personen auch Träger von deutlich mehr oder weniger Erbkrankheiten sein können. Persönliche Risikoabwägungen sind darum nur nach einer Sequenzierung beider potentieller Elternteile möglich. Erst sie erlaubt auch, überhaupt die Schwere und Art der Krankheiten einzuschätzen.
Für abnehmende Verwandtschaftsgrade sinkt auch die abschätzbare realistische Wahrscheinlichkeit dafür, ein eine oder mehrere Erbkrankheit phänotypisch tragendes Kind zu bekommen: bei einer Verbindung zwischen Halbgeschwistern, Onkel und Tante oder Großeltern und Enkeln werden etwa 66 % der Kinder keine Erbkrankheit phänotypisch tragen, bei einer Verbindung zwischen Cousin/Cousine (1. Grades) 81 %, zwischen Tante/Onkel und Neffe/Nichte 2. Grades 90 %, zwischen Cousin/Cousine 2. Grades 95 % usw. – tendiert also gegen die Wahrscheinlichkeit der durchschnittlichen Bevölkerung. Zu beachten ist, dass es noch andere Ursachen von Behinderungen als nur genetische Erbgänge gibt, so überwiegt irgendwann die Wahrscheinlichkeit, etwa durch Sauerstoffmangel unter der Geburt ein behindertes Kind zu bekommen, während eine Erbkrankheit nicht unbedingt zwingend eine Behinderung bedeutet, etwa bei durch eine entsprechende Diät verhinderten Folgen von einer der häufigsten Erbkrankheiten in Mitteleuropa, der Phenylketonurie. Zudem sind die Wahrscheinlichkeiten für das Auftreten von Erbkrankheiten insofern Höchstwerte, als etwa eine Kombination mehrerer sehr schwerer Erbkrankheiten in einem Großteil der Fälle überhaupt nicht erst zur Geburt eines Kindes führt, da die Folgen für den heranwachsenden Organismus unter Umständen bereits im Mutterleib so groß sind, dass es zu einer – in einem frühen Stadium oft gar nicht bemerkten – Fehlgeburt kommt.

### Humangenetische Beratung
Genetische Beratungsstellen weisen auch in den betroffenen Ländern darauf hin, dass Kinder von blutsverwandten Paaren das größere Risiko einer Erbkrankheit oder Behinderung haben als Kinder nicht miteinander verwandter Paare (siehe dazu auch die Erbkrankheitsrisiken).

Anteil von Verwandtenheiraten einschließlich Cousins 2. Grades (US National Center for Biotechnology Information 2012)

Bei der Entdeckung von Erbkrankheiten wie der Bluterkrankheit spielte die Stammbaumanalyse eine bedeutende Rolle, da in Familienstammbäumen mit Verwandtenehen Erbkrankheiten stark gehäuft auftraten. Auch bei einer humangenetischen Beratung für Betroffene oder deren Angehörige ist eine Stammbaumanalyse hilfreich. Um das Risiko von Erbkrankheiten genauer einschätzen zu können, werden Ahnenlisten aus mutter- und vaterseitigen biologischen Abstammungslinien erstellt.

### Mögliche positive Auswirkungen
Aus Daten der vom  Pharmaunternehmen DeCODE Genetics durchgeführten Studie der genetischen und sozialen Bevölkerungsverzweigung Islands ist ersichtlich, dass Frauen im frühen 19. Jahrhundert, die mit einem Cousin dritten oder vierten Grades verheiratet waren, deutlich an der Spitze der kinderreichsten Mütter standen: So hatten beispielsweise Frauen, die mit einem Cousin dritten Grades verheiratet waren, im rechnerischen Durchschnitt 4,04 Kinder und 9,17 Enkel, während Frauen, die mit einem Cousin achten (oder weiter entfernten) Grades verheiratet waren, nur 3,34 Kinder und 7,31 Enkel hatten. Wenn sich diese Daten erhärten lassen, könnte dies bedeuten, dass es für Kinder- und in Folge für Enkelanzahl eine „optimale familiäre Distanz“ geben könnte.